# Весола
Весола (пол. Wesoła) — район (дільниця) Варшави, розташована на крайньому сході польської столиці та на правому березі Вісли. На заході, північному заході та півдні межує з дільницями Рембертув (пол. Rembertów) і Вавер (пол. Wawer), на півночі та сході проходить адміністративна межа Варшави. Площа дільниці становить 22,94 км2. Кількість населення станом на січень 2024 — 26632 особи.

## Історія

Райони дільниці Весола

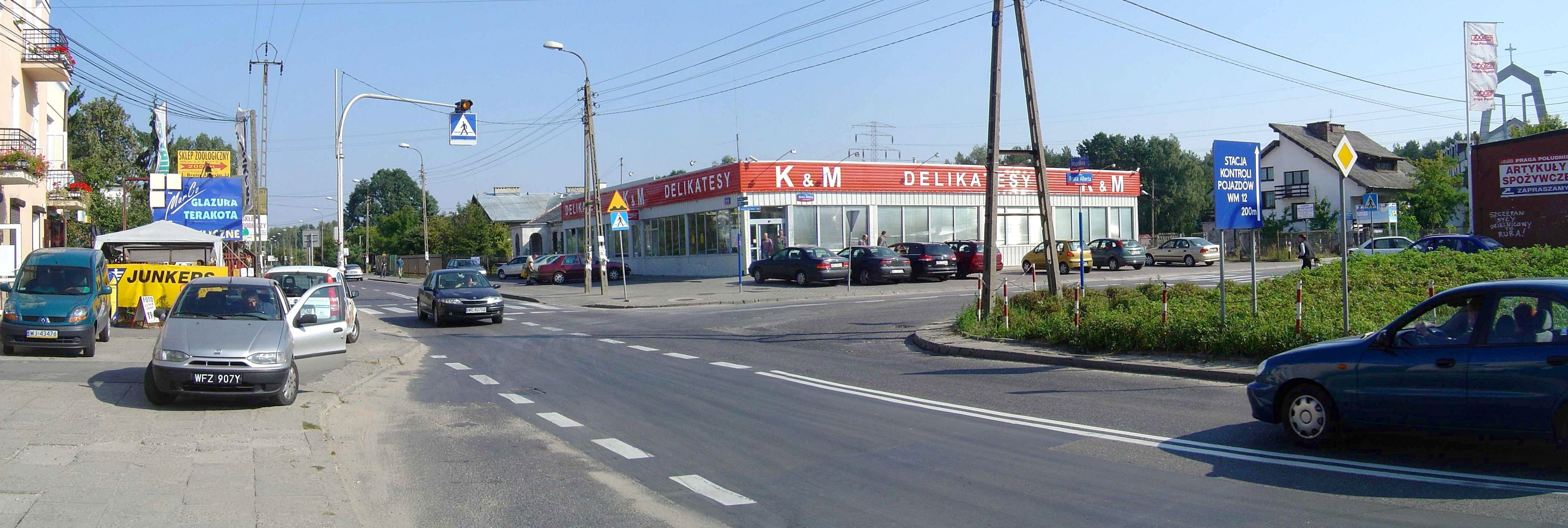
Перехрестя вулиць Вспульна та Брата Альберта. Січень 2005

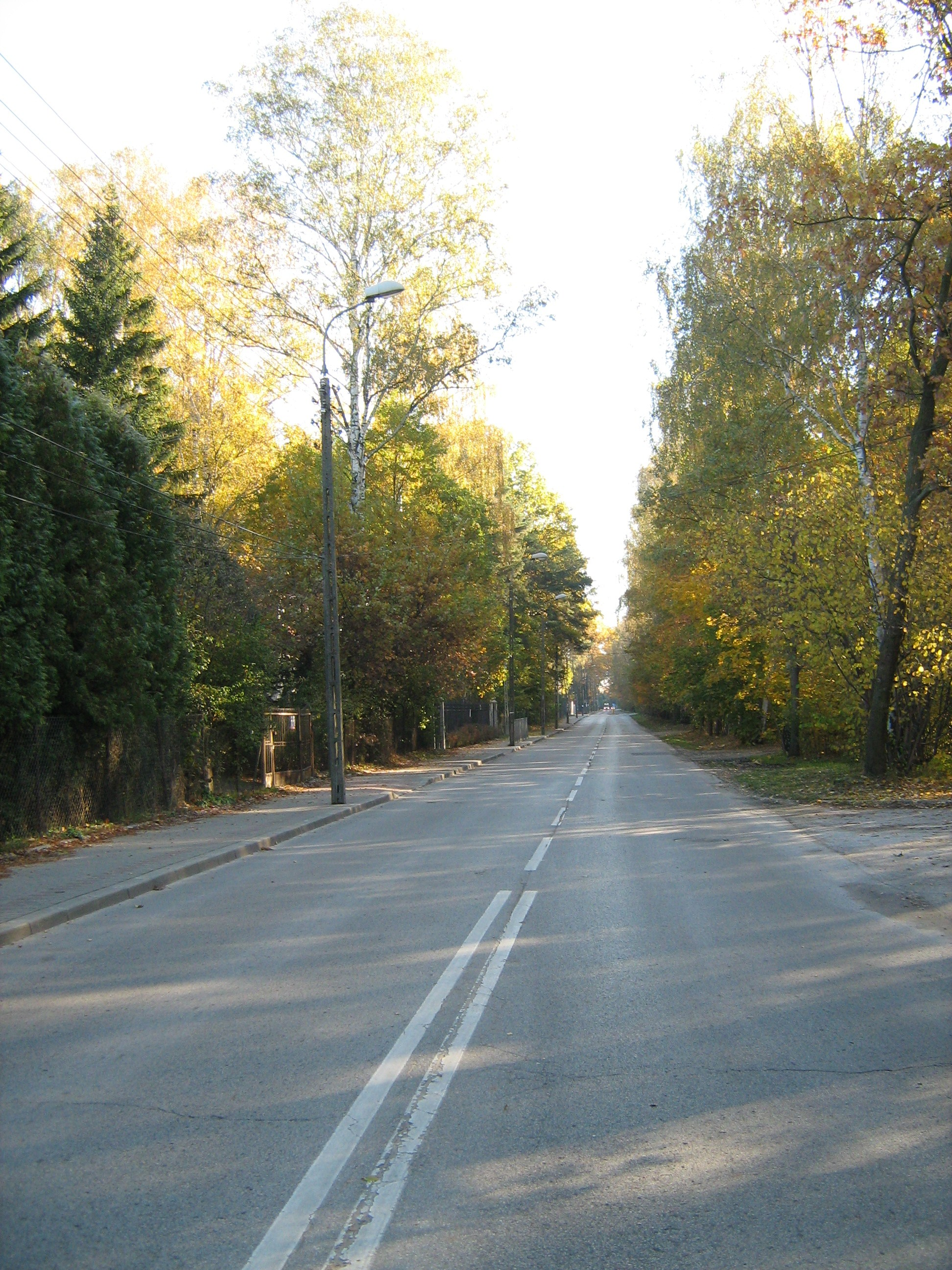
Вулиця Армії Крайової

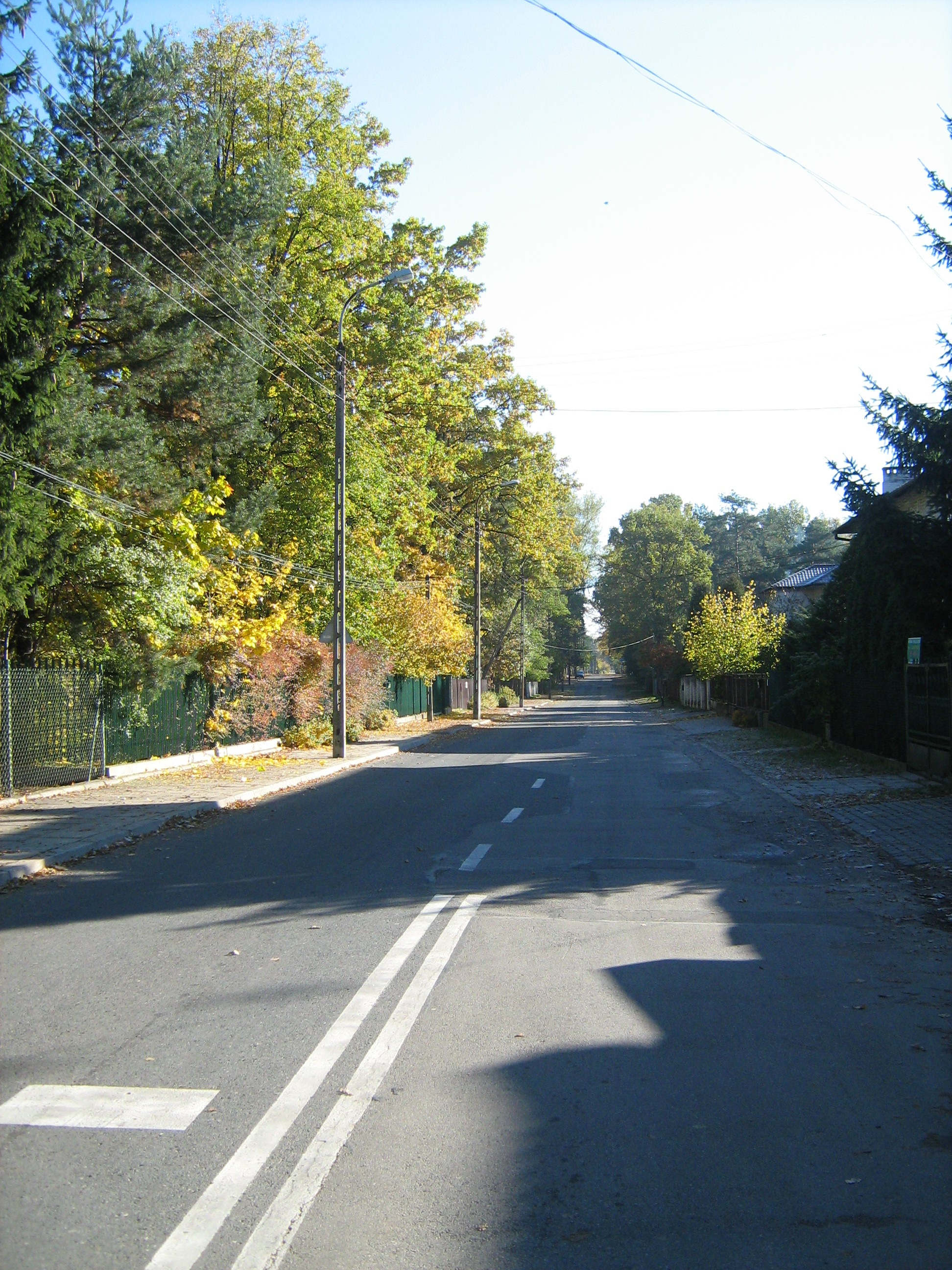
Вулиця Генерала Сікорського

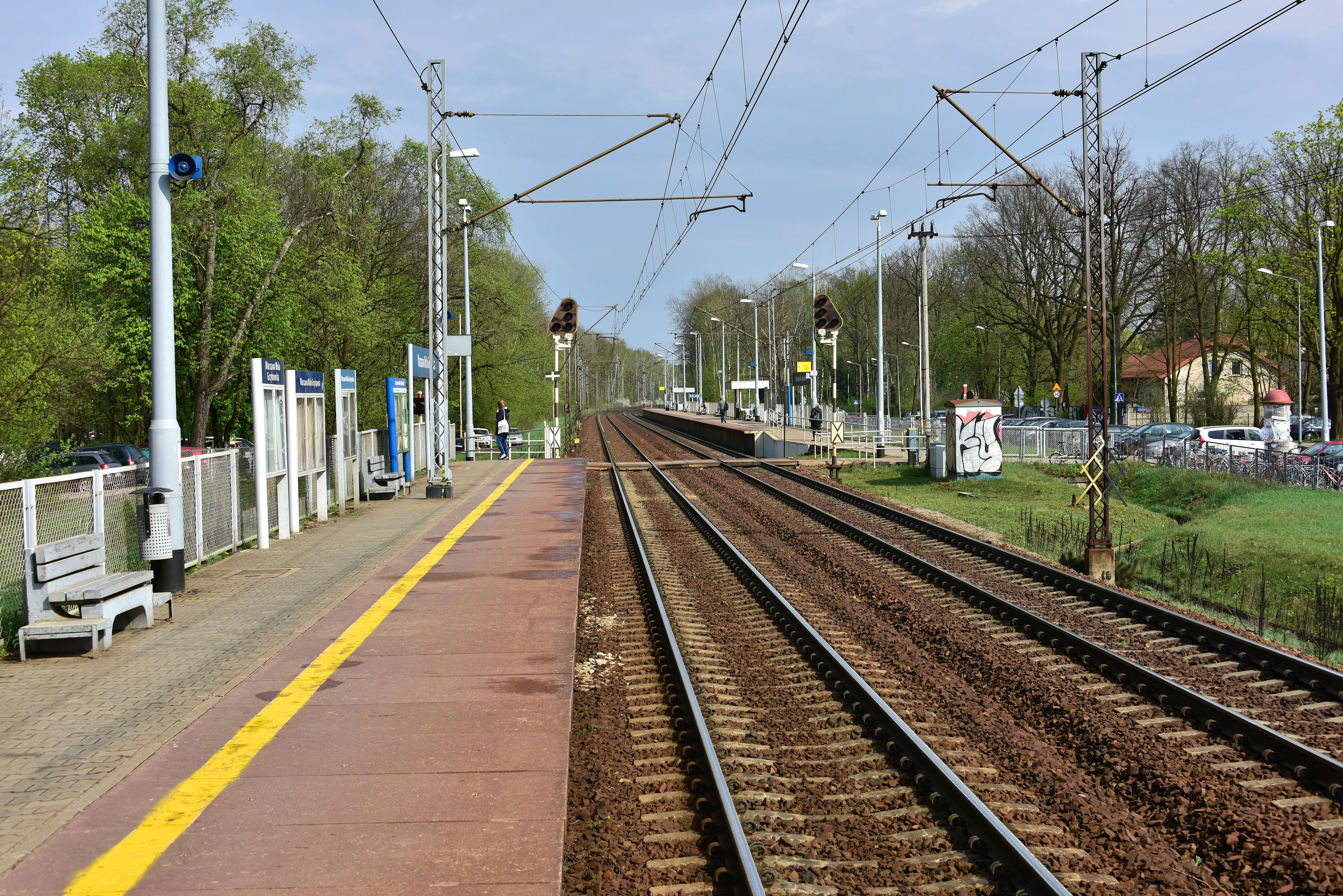
Станція Варшава Воля Ґжибовська

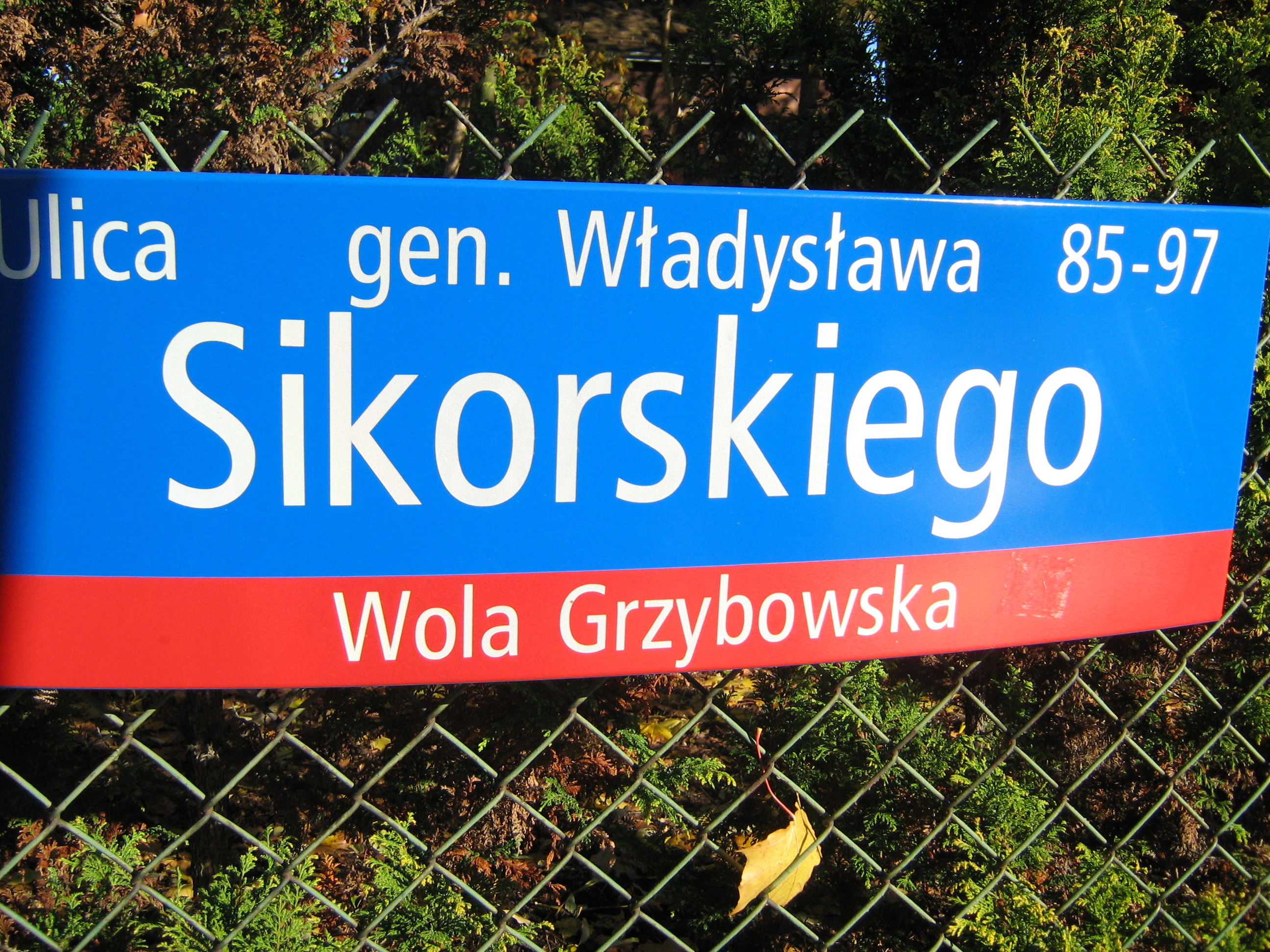
Вулиця Генерала Сікорського

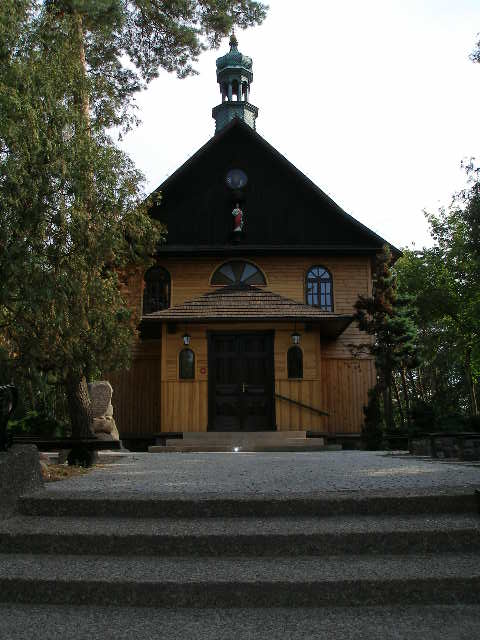
Церква у Старій Мілосні

### Поділ на райони
Дільниця Весола поділяється на шість районів (осєдле) — Воля Ґжибовська (пол. Wola Grzybowska), Весола—Центр (пол. Wesoła—Centrum), Ґрошувка (пол. Groszówka), Зєльона—Ґжибова (пол. Zielona—Grzybowa), Стара Мілосна (пол. Stara Miłosna) та Пляц Війська Польського (пол. Plac Wojska Polskiego).

### Воля Ґжибовська
За однією з версій, назва району походить від прізвища варшавського старости (Ґжибовський), який був його власником. Початково являв собою поселення та фільварок, що адміністративно відносилися до ґміни Окунєв (пол. Okuniew). Від початку ХХ століття й до міжвоєнного періоду знаходився у власності принца Еммануеля Булгака. У 1905 тут було організовано пожежну частину. У 1968 район увійшов до складу міста Весола.

### Весола—Центр
У часи пізнього Середньовіччя був частиною села Длуґа (пол. Wieś Długa), у XVII столітті перепідпорядкований ґміні Окунєв. Поселення виникло після того, як було завершене будівництво залізничної колії на Тереспіль. Тут для російських військ була побудована платформа, згодом вона перетворилася на залізничну станцію, яка, у свою чергу, стала центром формування поселення. У 1918 місцевість отримала назву Весола. Місцевість була тісно пов'язана з Варшавою — жителі Весолої їздили до польської столиці працювати. Наприкінці 1930-х тут почали активно будуватися вілли. Нині являє собою один міський конгломерат із Волею Ґжибовською.

### Ґрошувка
Наймолодше поселення дільниці Весола. Свою назву отримало через низьку вартість тутешніх земель. У міжвоєнний період належала Еммануелю Булгаку (до цього володів поселенням Воля Ґжибовська). Є мало заселеною через несприятливий рельєф та значну залісненість території поселення. Через це Ґрошувка є одним з найбільш живописних поселень.

### Зєльона—Ґжибова
У XVII столітті Ґжибова — невелике поселення. Поштовх до розвитку району дав шлях з Ґрохова до Станіславова, неподалік якого в свій час виникла корчма під назвою Зєльона. Біля корчми почало розростатися поселення з такою самою назвою. Сусідня Ґжибова станом на 1827 була дуже малочисельною — дванадцять мешканців та всього лише три будинки, Зєльона в 1895 нараховувала 68 мешканців. У 1795 тут виникла австрійська митниця, будівля якої збереглася до часів Другої світової війни (в 1944 знищена німецькими військами). В ХІХ столітті входило до складу ґміни Окунєв. 29 квітня 1917 тут були проведені військові навчання, учасником яких був тоді ще бригадир Юзеф Пілсудський — на честь цієї події в одній з частин району встановлено пам'ятний знак «Камінь Пілсудського». У міжвоєнний період (1920-ті роки) поселення Зєльона і Ґжибова відрізнялися низьким рівнем життя населення. Така ситуація зберігалася до 1930-х, коли тут почали зводити свої будинки мешканці польської столиці. У 1937 почалося будівництво школи.

### Стара Мілосна
Є найбільш давнім з усіх поселень дільниці Весола — перші згадки в документах про нього датовані XIV століттям. Початкова назва, згідно з найбільш давніми документами, — Мілосіна (пол. Milosina), згодом вона трансформувалася в «Мілосна» (пол. Miłosna). Існує декілька версій походження назви поселення — від рослини, яка називається «мілошна» (пол. miłośna), від чоловічого імені Мілош (пол. Miłosz) або від жіночого імені Мілосна (пол. Miłosna). Після побудови залізничної станції Мілосна (Тереспільська залізнична колія) (кінець XIX — початок XX століття) поселення отримало назву Стара Мілосна. Є припущення, згідно з якими перші поселенці на території Старої Мілосної з'явилися не в XIV столітті, а набагато раніше.
У XVI столітті населення Старої Мілосної складалося переважно з дрібної шляхти. Власником значної частини земель поселення в першій половині XIX століття був тодішній міністр економіки принц Ксаверій Друцький-Любецький (пол. Ksawery Drucki-Lubecki). Його літня резиденція, розташована в цих місцях, була знищена під час битви під Ольшинкою 17 лютого 1831. Наприкінці ХІХ — на початку ХХ століття була проведена парцеляція земель Старої Мілосної.
У 1915 після прориву російської лінії оборони німецькими військами тут виникла лінія оборони німців під назвою Варшавське Передмостя (нім. Bruckenkopf Warschau) (пол. Przedmoście Warszawy).
Міжвоєнний період був благополучним для Старої Мілосної. Однак під час Другої світової війни поселення було сильно зруйноване, з усіх його мешканців уціліло лише 150 чоловік. Нині місцевість характеризується сучасністю та стабільним розвитком.

### Пляц Війська Польського
Біля полігону Рембертув, що належав Варшавському гарнізонові, до початку Першої світової війни існувала система казарм, у яких були розташовані російські війська. Після завершення війни російські казарми перетворилися на тилову частину полігону, у якій у міжвоєнні часи знаходилися штаб, військовий оркестр і торунський дивізіон вимірювальної артилерії (пол. Dywizjon Artylerii Pomiarowej). У 1930-х неподалік військових об'єктів почали з'являтися житлові споруди; у 1950-х було проведено розмежування між цивільними та військовими кварталами. Після завершення Другої світової війни, у 1949—56 тут розміщувався таємний об'єкт — штаб Центрального осередку формування військової інформації (пол. Centralny Ośrodek Szkolenia Informacji Wojskowej). У 1957 в казармах було розміщено 1-й піхотний полк 1-ї піхотної дивізії імені Тадеуша Костюшка, який під час війни брав участь у звільненні Праги (місцевість Варшави) (вересень 1944) та ряді інших військових акцій на території Польщі, а також битві за Берлін (квітень 1945). У 1994 був перетворений на 1-шу танкову бригаду імені Тадеуша Костюшка. На території району починаючи з 1970-х виникли сад-огород, торговельний павільйон, амфітеатр та клуб «Костюшковець». У 1993 була зведена нова школа, у 1996 — спортзал та каплиця. Район має також окрему парафію, організовану в 1996 у зв'язку зі створенням польової курії.

### Друга світова війна та повоєнний період
Одразу після вторгнення німецьких військ до Польщі у вересні 1939 на території сучасної дільниці Весола розгорнулась активна підпільна діяльність. Восени 1941 на території Весолої почали готувати санітарок, які за сумісництвом були також і зв'язковими. У 1942—43 розпочали свою діяльність Школа Підхорунжих (пол. Szkoła Podchorążych), школа офіцерів молодшого командного складу (пол. Szkoła Młodszych Dowódców) та школа партизанів (пол. Szkoła Partyzantów). Майже всі мешканці Весолої належали до Польського Червоного Хреста. Місце дислокації Червоного Хреста використовувалося підпільниками для таємних зустрічей, переховування розшукуваних німецькою окупаційною адміністрацією та інших видів конспіраційної діяльності. Організатором підпільної боротьби з німецькими окупантами був Стефан Берент (позивний «Стеб»), він також є засновником П'ятої роти Армії Крайової полку «Демби», до якої в 1942 долучився взвод Армії Крайової зі Старої Мілосни. Станом на 1942 П'ята рота складалася з трьох взводів, у 1944 чисельність її досягла ста солдатів.
У липні 1944 Весола була замінована німецькими військами, всі її мешканці виселені. Це було зроблено під час створення німецької лінії оборони. Мешканці Весолої були поселені в таборі, що знаходився у Прушкові, та Рембертові.
У 1952 була створена ґміна Весола, яка увійшла до складу Варшавського повіту. Ґміна включала в себе громади Стара Мілосна, Шкопувка (пол. Szkopówka), Весола та Зєльона Ґжибовська, які перед цим входили до складу ґміни Сулеювек, та Погулянка (пол. Pohulanka), вилучена зі складу ґміни Вйонзовна (пол. Wiązowna). У 1957 увійшла до складу Отвоцького повіту. 17 грудня 1968 розпорядженням Голови Ради Міністрів було утворено місто Весола, яке адміністративно відносилося до Варшавського воєводства. 27 жовтня 2002 Весола стала дільницею Варшави.

## Кордони
Дільниця Весола межує:
- на півночі — з містом Зельонка
- на півдні — з ґміною Вйонзовна
- на заході — з дільницями Рембертув і Вавер
- на сході — з містом Сулеювек

## Пам'ятки архітектури
- Церква Божого Провидіння (пол. Kościół parafialny Opatrzności Bożej w Wesołej)
- Церква св. Антонія Падевського (пол. Kościół parafialny św. Antoniego Padewskiego w Starej Miłośnie)
- Корчма на території Старої Мілосни (пол. Zajazd w Starej Miłośnie)
- Будинок ХІХ століття у Старій Мілосні (пол. Czworak w Starej Miłośnie)
- Довоєнні вілли на території Весолої